# Nícies de Nicea
Nícies de Nicea (grec antic: Νικίας, llatí: Nicias) va ser un escriptor grec d'època desconeguda, però posterior a Plató, que va escriure sobre filòsofs i escoles filosòfiques.
L'esmenta Ateneu de Nàucratis, que diu que era l'autor de tres obres:
- Διαδοχαί, memòries de diverses escoles de filosofia.
- Ἀρκαδικά, costums arcàdies (probablement part d'una col·lecció de costums de diverses parts de Grècia).
- Περὶ τῶν Φιλοσοφῶν, una història biogràfica de diferents filòsofs

Ateneu, en un altre escrit, esmenta a Soció com a autor d'uns Διαδοχαί, cosa que ha fet pensar que Ateneu va patir una confusió i que l'obra atribuïda a Nícies podria ser de Soció.